# Albert van Citters
Jhr. Albert van Citters (Schuddebeurs, 31 maart 1905 - Burgh, 30 augustus 2008) was een Nederlandse burgemeester. Hij was burgemeester van Burgh bij het uitbreken van de Tweede Wereldoorlog en tijdens de Watersnood van 1953. 

## Biografie

### Afkomst

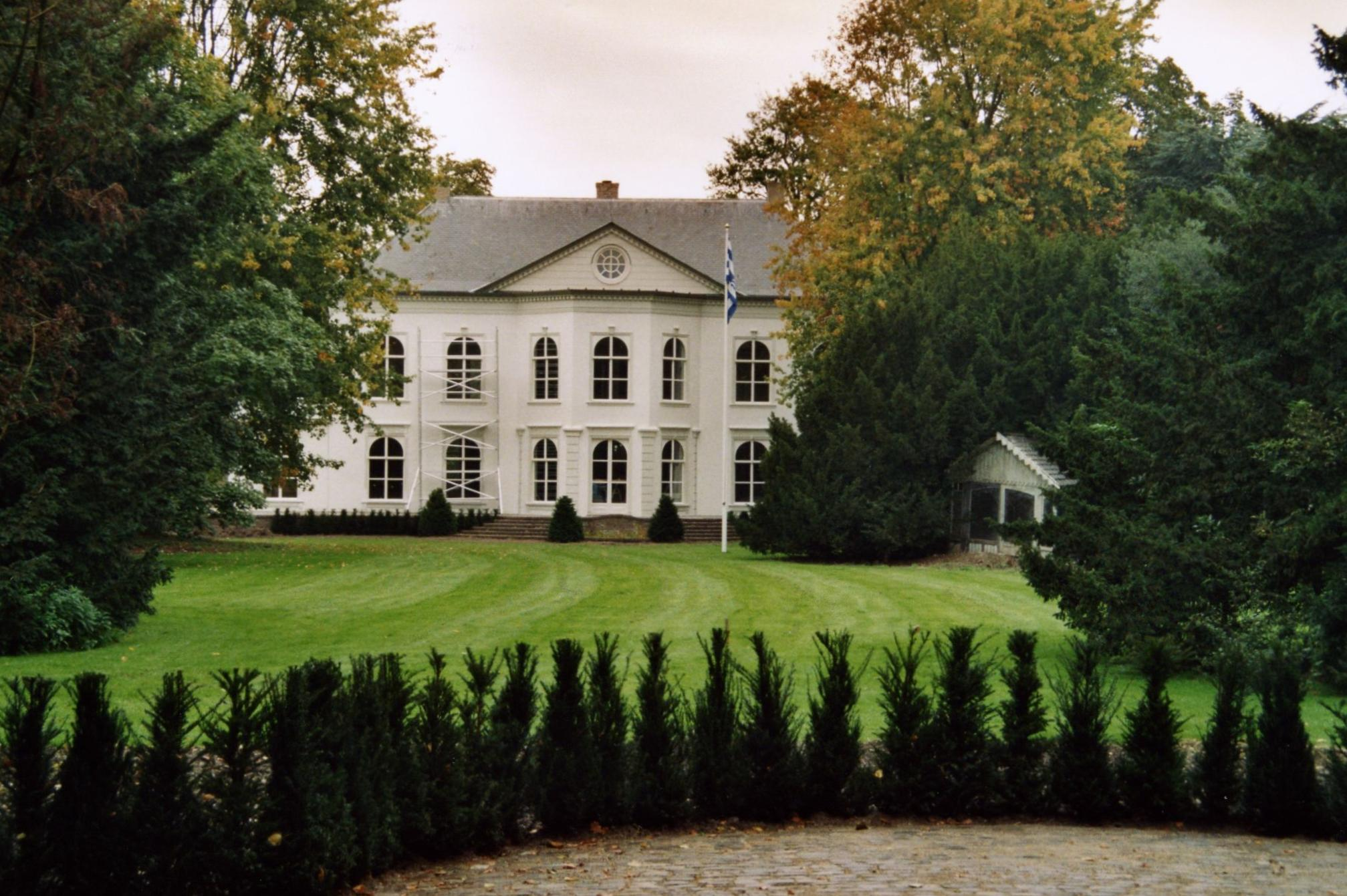
Buitenplaats Heesterlust te Schuddebeurs, geboorteplaats van Albert van Citters

Jonker Albert van Citters was het derde kind van Cornelis Anne van Citters, burgemeester van Noordgouwe, en Elisabeth Wilhelmina Cornelia de Vulder van Noorden. Hij was een telg uit het adellijke geslacht Van Citters dat vele bestuurders van de provincie Zeeland heeft voortgebracht. Hij trouwde met Ida Honorine Stephanie Bolomey (1904-1992). Ze kregen drie zonen en twee dochters. Een van zijn dochters, Miems van Citters, is beeldend kunstenaar. Zijn derde zoon, Albert jr, werd skileraar in Canada.

### Opleiding
Van Citters groeide op in Arnhem waar hij de 3-jarige Hogere Burgerschool en de 2-jarige Hogere Handelsschool doorliep. In 1922 ging hij naar de School voor Reserve-Officieren Bereden Artillerie (SROBA) in de Arthur Koolkazerne in Ede. Na zijn militaire dienst volgde hij een opleiding in gemeente-administratie in Weesp en werd hij boekhouder bij de Incassobank in Amsterdam.

### Eerste burgemeestersperiode
Met zijn gezin verhuisde Van Citters in 1934 van Amsterdam naar Burgh waar hij een betrekking kreeg als volontair bij  het gemeentebestuur. In 1937 werd hij benoemd tot burgemeester-secretaris. Hij  bleef in die functie tot 1943 en woonde in villa Schouwenburgh.
In 1943 werd Van Citters met acht andere burgemeesters bij secretaris-generaal Karel Frederiks ontboden. Ze werden ontslagen en het gezin verhuisde naar Schuddebeurs, waar de familie Van Citters de buitenplaats Heesterlust heeft. In April 1943 werd hij opgeroepen om zich in Zierikzee op het arbeidsbureau te melden en kreeg te horen dat hij  chauffeur moest zijn van hoge Duitse personen. Van Citters weigerde en werd tewerkgesteld in Duitsland, op een boerderij in de plaats Stühlingen.

### Tewerkstelling in Duitsland, vlucht naar Zwitserland en terugkeer naar Nederland
Met een groep Polen vluchtte Van Citters van Stühlingen naar de Zwitserse grens. Hij belandde in een kamp in Schaffhausen en daarna in Hinwil. Daar werd hij hoofd personeel, omdat hij goed zijn talen sprak. Na enige tijd bezocht hij de Nederlandse ambassade in Bern. De geallieerden waren inmiddels in Frankrijk geland en hij wilde terug naar Nederland. De ambassade verzocht hem echter een groep mensen naar Engeland te brengen. 
In november 1944 kon de tocht naar Engeland beginnen. Met de trein ging hij naar Marseille en met een boot naar Engeland. Daar werd hij twee weken lang verhoord en vernam dat er op Schouwen-Duiveland nog 10.000 Duitsers zaten. Hij kon dus nog niet naar huis. Wel kon hij in januari 1945 met een oude Hudson naar Brussel vliegen. Met een postwagen kon hij tot Bergen op Zoom meerijden en vandaar met een militaire auto naar Middelburg. Daar meldde hij zich bij de  commissaris van de Koningin, jhr. Quarles van Ufford. Deze benoemde hem tijdelijk tot burgemeester van Oost- en West-Souburg. Het dorp stond nog onder water. Op 7 mei 1945 kon hij per militair vaartuig naar Zierikzee en met een vrachtauto vandaar naar Haamstede, waar zijn jong overleden broer Lodewijk tot 1931 burgemeester was. Daar werd hij met zijn gezin herenigd.

### Tweede burgemeestersperiode
In 1945 hernam Van Citters het burgemeesterschap van Burgh. Tijdens de Watersnoodramp van 1953 was hij met zijn vrouw toevallig het weekend in het Gooi, maar hun kinderen waren thuis gebleven. Toen ze probeerden naar huis te rijden, kwamen ze niet verder dan Steenbergen. Pas woensdag konden ze met een Piper Cub naar het strand van Burgh vliegen. In de school van Burgh lagen tien slachtoffers opgebaard, maar zijn kinderen trof hij ongedeerd aan.
In 1961 werden Burgh en Haamstede samengevoegd tot de gemeente Westerschouwen. 
In 2008 overleed Van Citters op 103-jarige leeftijd.

## Nalatenschap
- Villa Schouwenburgh, een rijksmonument in Burgh, gebouwd in 1938 door architect Frans Dingemans als woonhuis in opdracht van Albert van Citters.[6]
- Het Zeeuws Archief heeft twee videos over de situatie in Burgh na de Watersnoodramp, gemaakt door van Citters.[7] De beelden werden gebruikt voor de tentoonstelling Verkommerd Eiland, in de maand februari 2023 in het gemeentehuis van Zierikzee.[8]
- Tijdens de Watersnood redde Bläsz, een Appenzeller sennenhond gefokt door Van Citters, veel vee in Scharendijke. De hond kreeg een standbeeld, gemaakt door Miems van Citters.[9]
- In Burgh-Haamstede is het Jhr. A. van Citterspad vernoemd naar Albert van Citters.[10]

## Trivia
- In 1940 en 1941 reed Albert van Citters de Elfstedentocht.